# مرسدس-بنز کلاس-اس (دبلیو۲۲۱)
مرسدس بنز دبلیو۲۲۱ (Mercedes-Benz W۲۲۱) خودرویی است که از سال ۲۰۰۵ تا ۲۰۱۳ تولید شده‌است. طول آن در حالت طبیعی ۵٬۰۷۶ میلیمتر (۱۹۹٫۸ اینچ)، عرض آن در حالت طبیعی ۱٬۸۷۱ میلیمتر (۷۳٫۷ اینچ)، ارتفاع آن در حالت طبیعی ۱٬۴۷۳ میلیمتر (۵۸٫۰ اینچ) و وزن آن در حالت طبیعی ۱٬۹۵۵ کیلوگرم (۴٬۳۱۰ پوند) است. سیستم جعبه‌دندهٔ آن ۷ و ۵ دنده به صورت خودکار است.

## نگارخانه

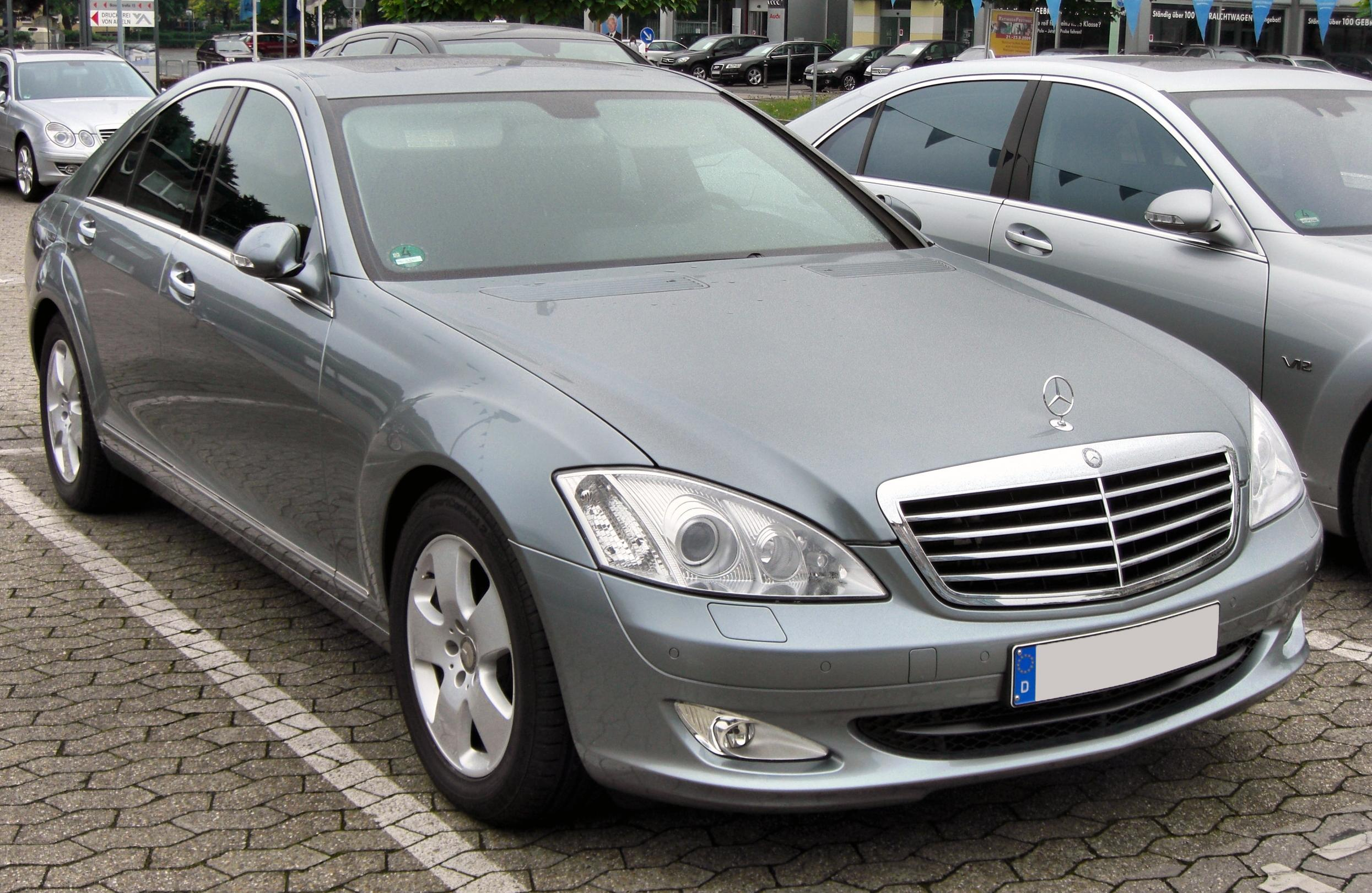
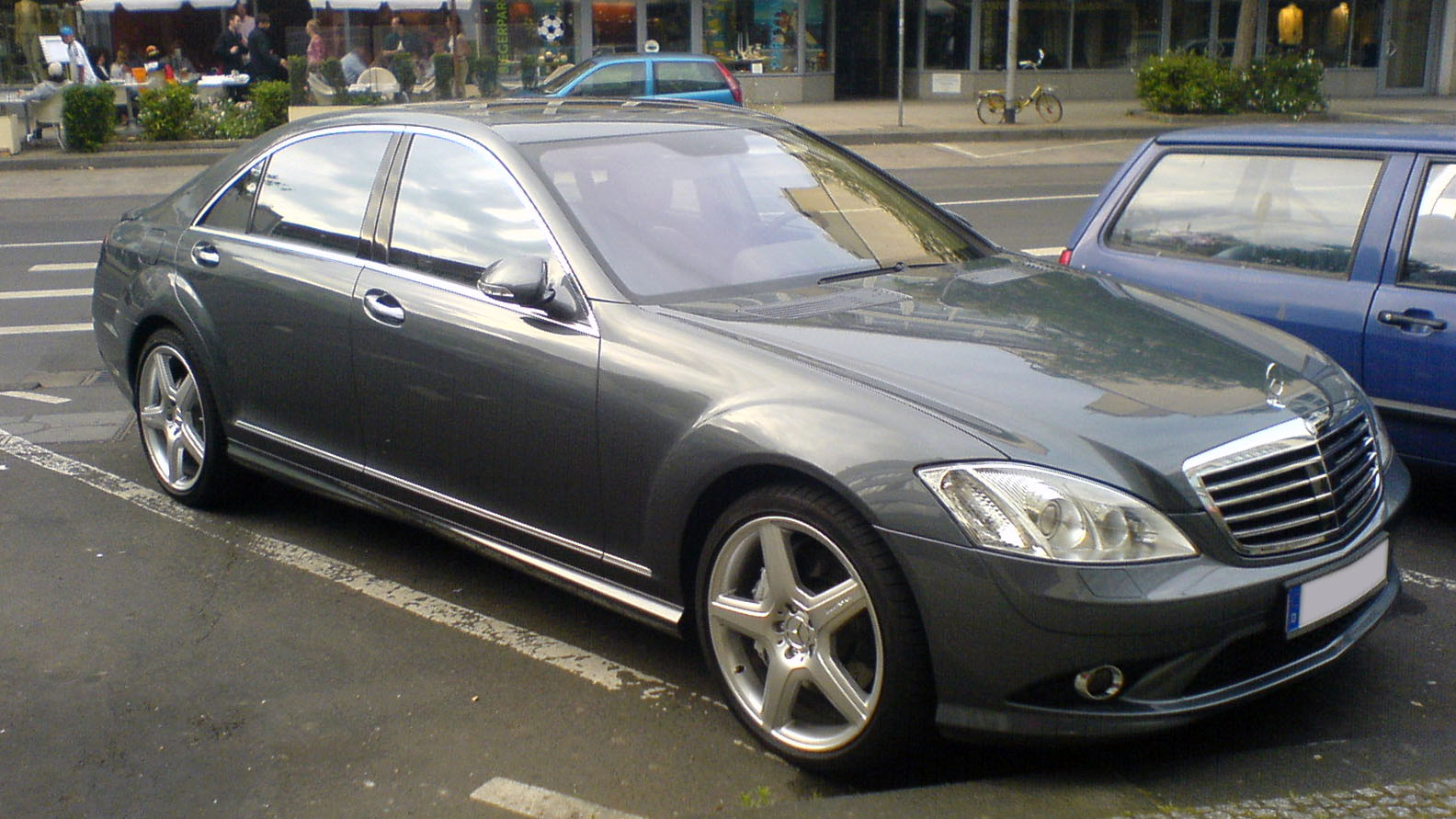
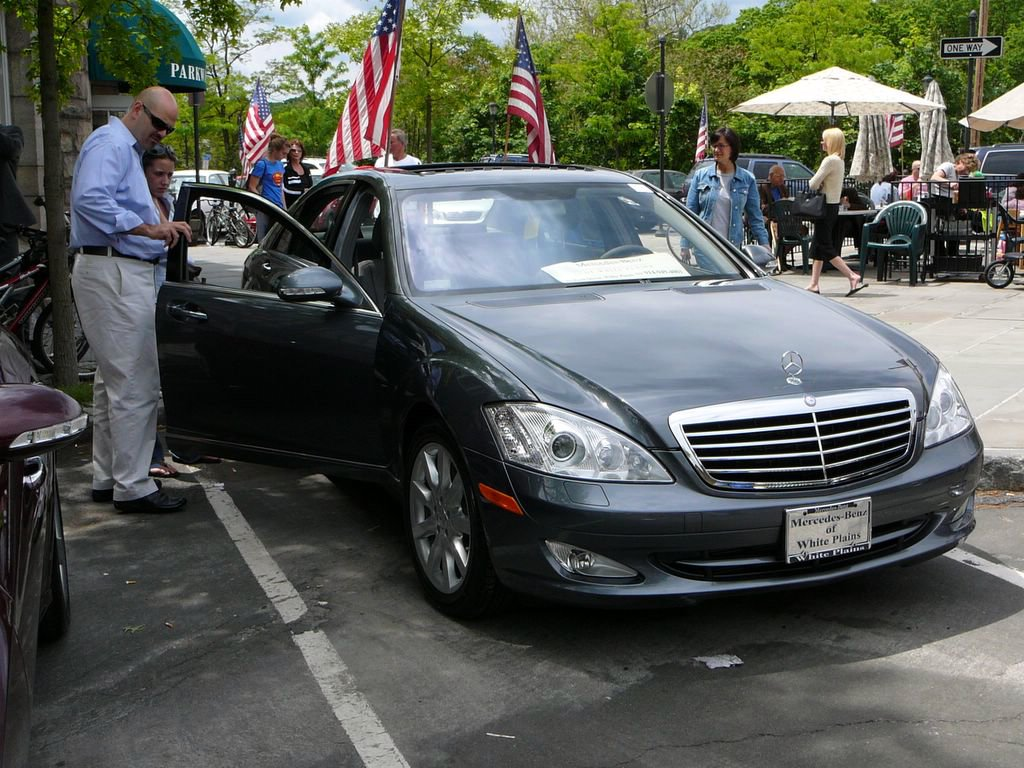
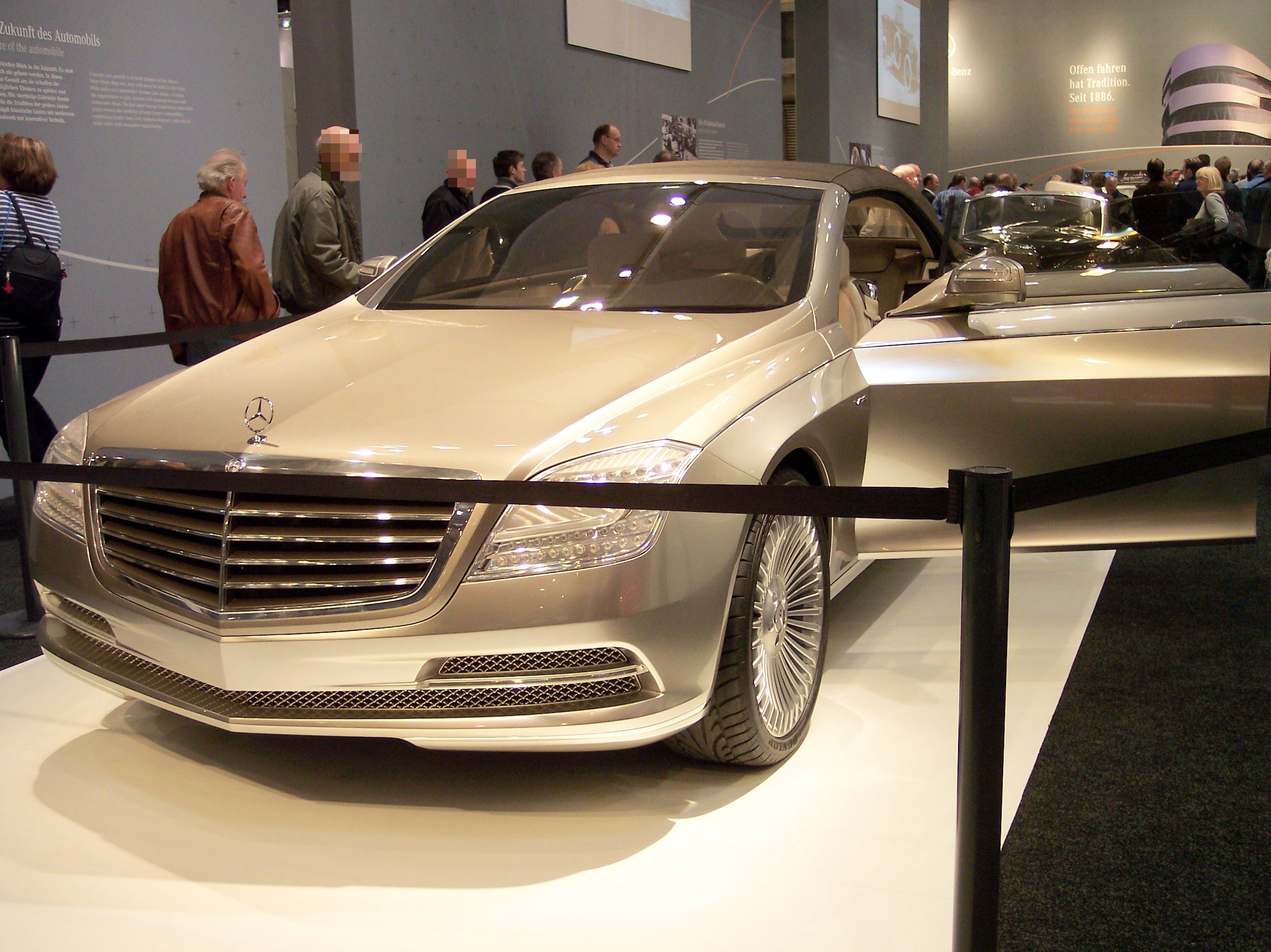
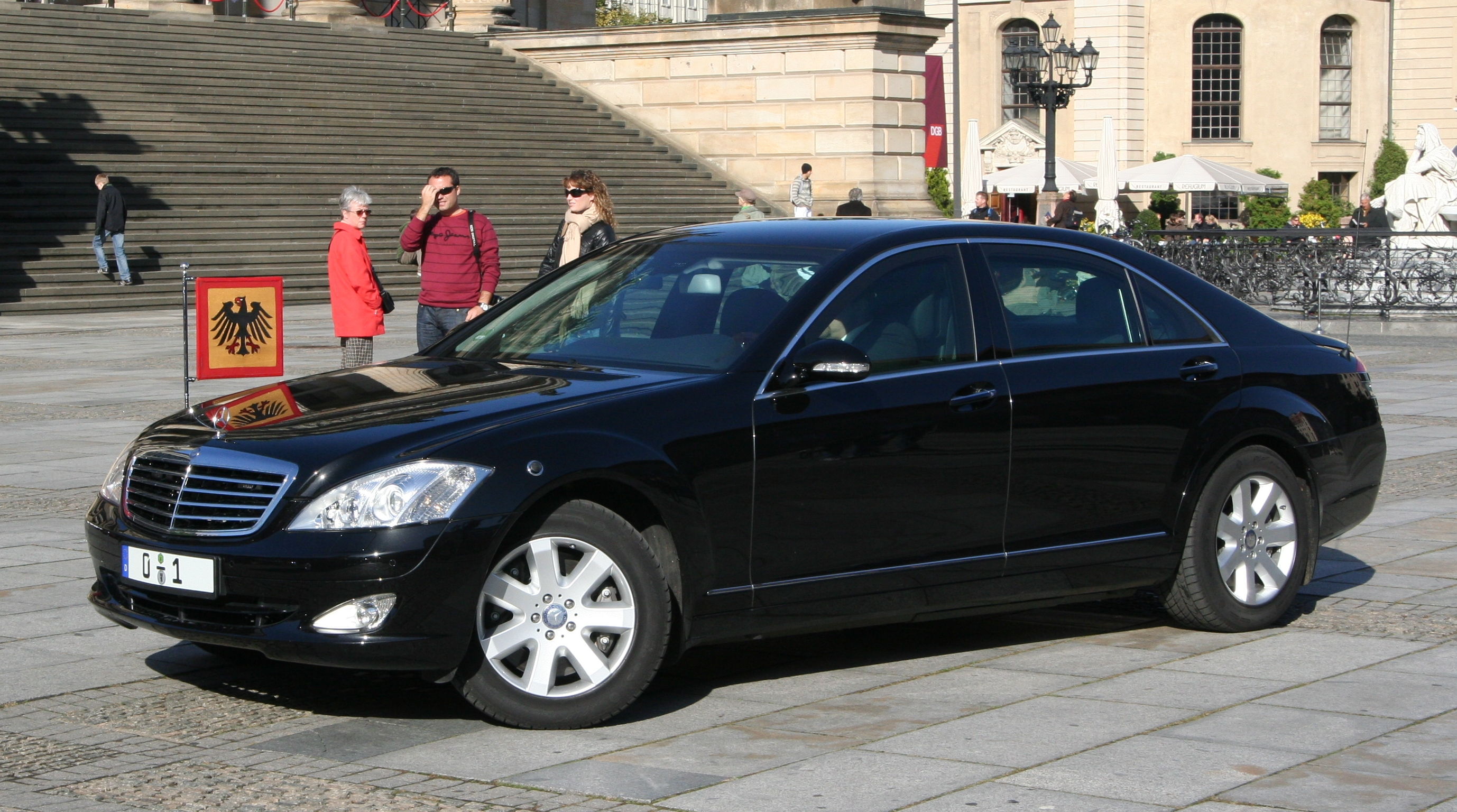
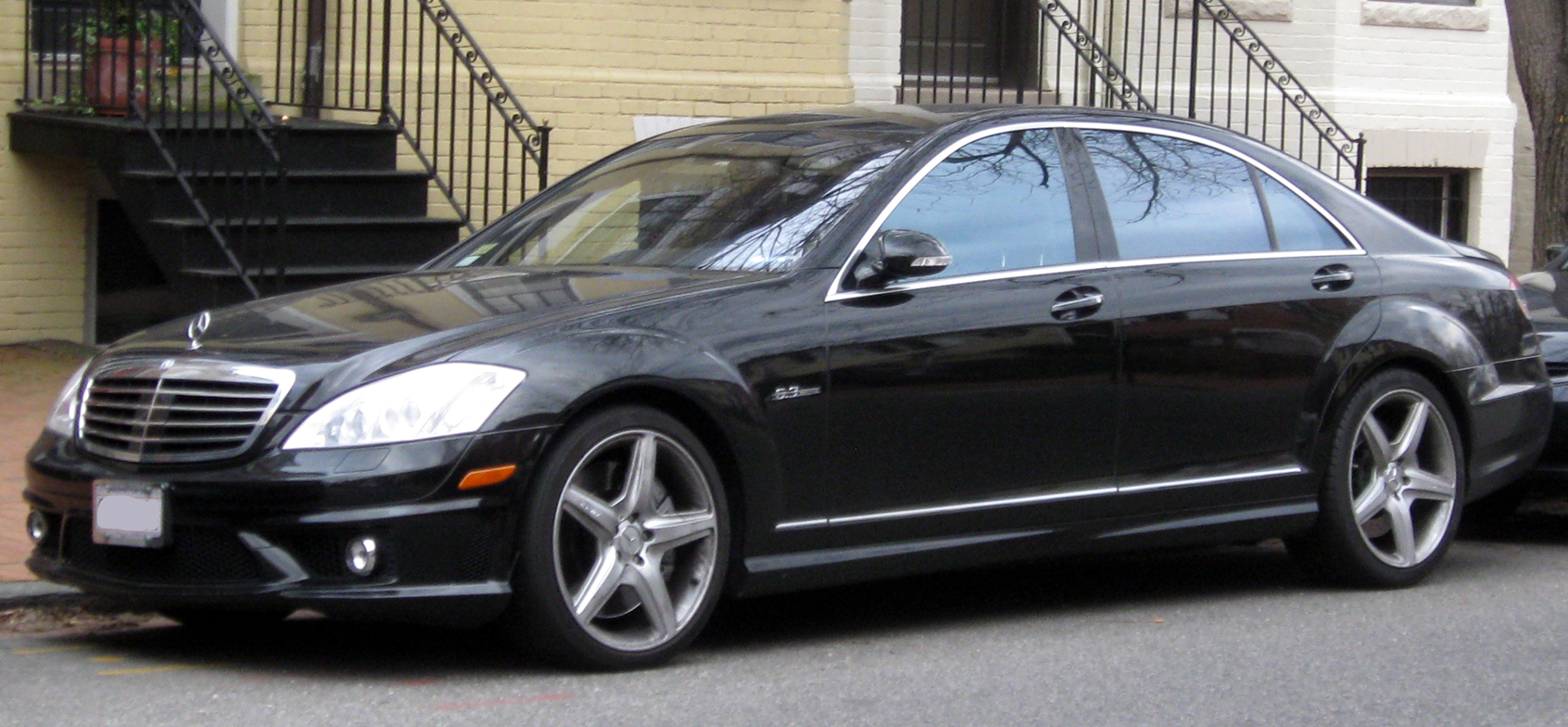